# Prisme triangulaire augmenté
Le prisme triangulaire augmenté est une figure géométrique faisant partie des solides de Johnson (J49). Comme le nom l'indique, il peut être construit en augmentant un prisme triangulaire en attachant une pyramide carrée (J1) à une de ses faces équatoriales. Le solide résultant fait apparaître une ressemblance superficielle avec la gyrobiprisme triangulaire (J26), la différence étant que dans ce dernier un second prisme triangulaire est attaché plutôt qu'une pyramide carrée. 
Les 92 solides de Johnson furent nommés et décrits par Norman Johnson en 1966.